# کورن فری
کورن فری (انگلیسی: Korn Ferry) شرکت خدمات حرفه‌ای آمریکایی است، که در سال ۱۹۶۹ تأسیس شد.
کورن فری یک شرکت مشاوره مدیریتی است که دفتر مرکزی آن در لس‌آنجلس، کالیفرنیا قرار دارد. این شرکت در سال ۱۹۶۹ تأسیس شد و تا سال ۲۰۱۹، در ۱۱۱ دفتر در ۵۳ کشور فعالیت می‌کند و ۸۱۹۸ نفر را در سراسر جهان استخدام کرده است. کورن فری از طریق چهار بخش تجاری فعالیت می‌کند: مشاوره، دیجیتال، جستجوی مدیران اجرایی، برون‌سپاری فرآیند استخدام و جستجوی حرفه‌ای.